# Achipteria verrucosa
Achipteria verrucosa är en kvalsterart som beskrevs av Rjabinin 1974. Achipteria verrucosa ingår i släktet Achipteria och familjen Achipteriidae. Inga underarter finns listade i Catalogue of Life.